# Börde
Börde là một huyện ở Saxony-Anhalt, Đức. Huyện này nổi tiếng vì có kho chứa chất thải phóng xã Morsleben. Khu vực này thôi chứa chất thải phóng xạ từ năm 1998.

## Lịch sử
Huyện đã được thành lập thông qua việc sáp nhập các huyện Ohrekreis và Bördekreis trong cuộc cải tổ năm 2007.

## Các thị xã và đô thị
(dân số thời điểm 31.12.2006)
| Thị xã tự do                                     | Đô thị tự do                                                     |
| ------------------------------------------------ | ---------------------------------------------------------------- |
| 1. Haldensleben (19.618) 2. Wolmirstedt (11.335) | 1. Barleben (9.267) 2. Niedere Börde (7.680) 3. Sülzetal (9.814) |

Verwaltungsgemeinschaften với các đô thị
| - 1. Börde Wanzleben 1. Bottmersdorf (728) 2. Domersleben (1.143) 3. Dreileben (597) 4. Eggenstedt (282) 5. Groß Rodensleben (1.097) 6. Hohendodeleben (1.813) 7. Klein Rodensleben (577) 8. Klein Wanzleben (2.470) 9. Seehausen2 (1.892) 10. Wanzleben1, 2 (5.294) - 2. Elbe-Heide 1. Angern (1.337) 2. Bertingen (197) 3. Born (239) 4. Burgstall (644) 5. Colbitz (3.419) 6. Cröchern (282) 7. Dolle (571) 8. Glindenberg (1.346) 9. Heinrichsberg (381) 10. Hillersleben (844) 11. Loitsche (679) 12. Mahlwinkel (613) 13. Neuenhofe (774) 14. Rogätz1 (2.219) 15. Sandbeiendorf (280) 16. Wenddorf (117) 17. Zielitz (2.013) - 3. Hohe Börde 1. Ackendorf (418) 2. Bebertal (1.653) 3. Bornstedt (459) 4. Eichenbarleben (1.169) 5. Groß Santersleben (1.050) 6. Hermsdorf (1.601) 7. Hohenwarsleben (1.577) 8. Irxleben1 (2.370) 9. Niederndodeleben (4.204) 10. Nordgermersleben (921) 11. Ochtmersleben (571) 12. Rottmersleben (749) 13. Schackensleben (715) 14. Wellen (1.267) | - 4. Flechtingen 1. Alleringersleben (449) 2. Altenhausen (369) 3. Bartensleben (344) 4. Beendorf (968) 5. Behnsdorf (657) 6. Belsdorf (196) 7. Böddensell (243) 8. Bregenstedt (549) 9. Bülstringen (788) 10. Döhren (220) 11. Eimersleben (480) 12. Emden (298) 13. Erxleben (1.300) 14. Eschenrode (174) 15. Everingen (184) 16. Flechtingen1 (1.805) 17. Hakenstedt (577) 18. Hödingen (277) 19. Hörsingen (625) 20. Ivenrode (510) 21. Morsleben (348) 22. Ostingersleben (269) 23. Schwanefeld (287) 24. Seggerde (102) 25. Siestedt (588) 26. Süplingen (1.026) 27. Uhrsleben (476) 28. Walbeck (806) 29. Weferlingen (2.313) - 5. Obere Aller 1. Barneberg (759) 2. Drackenstedt (427) 3. Druxberge (435) 4. Eilsleben1 (2.221) 5. Harbke (1.878) 6. Hötensleben (2.650) 7. Marienborn (511) 8. Ovelgünne (430) 9. Sommersdorf (1.084) 10. Ummendorf (1.036) 11. Völpke (1.577) 12. Wefensleben (2.124) 13. Wormsdorf (549) | - 6. Oebisfelde-Calvörde 1. Berenbrock (284) 2. Bösdorf (461) 3. Calvörde (1.777) 4. Dorst (174) 5. Eickendorf (200) 6. Etingen (512) 7. Grauingen (157) 8. Kathendorf (267) 9. Klüden (299) 10. Mannhausen (285) 11. Oebisfelde1, 2 (7.295) 12. Rätzlingen (790) 13. Velsdorf (197) 14. Wegenstedt (398) 15. Wieglitz (191) 16. Zobbenitz (344) - 7. Oschersleben 1. Altbrandsleben (347) 2. Hadmersleben2 (1.845) 3. Hornhausen (1.711) 4. Oschersleben1, 2 (17.394) 5. Peseckendorf (224) 6. Schermcke (633) - 8. Westliche Börde 1. Am Großen Bruch (1.654) 2. Ausleben (1.941) 3. Gröningen1, 2 (4.067) 4. Kroppenstedt2 (1.624) 5. Wackersleben (723) 6. Wulferstedt (844) |
| 1thủ phủ của Verwaltungsgemeinschaft; 2thị xã | | |